# 費爾登克羅伊茨山

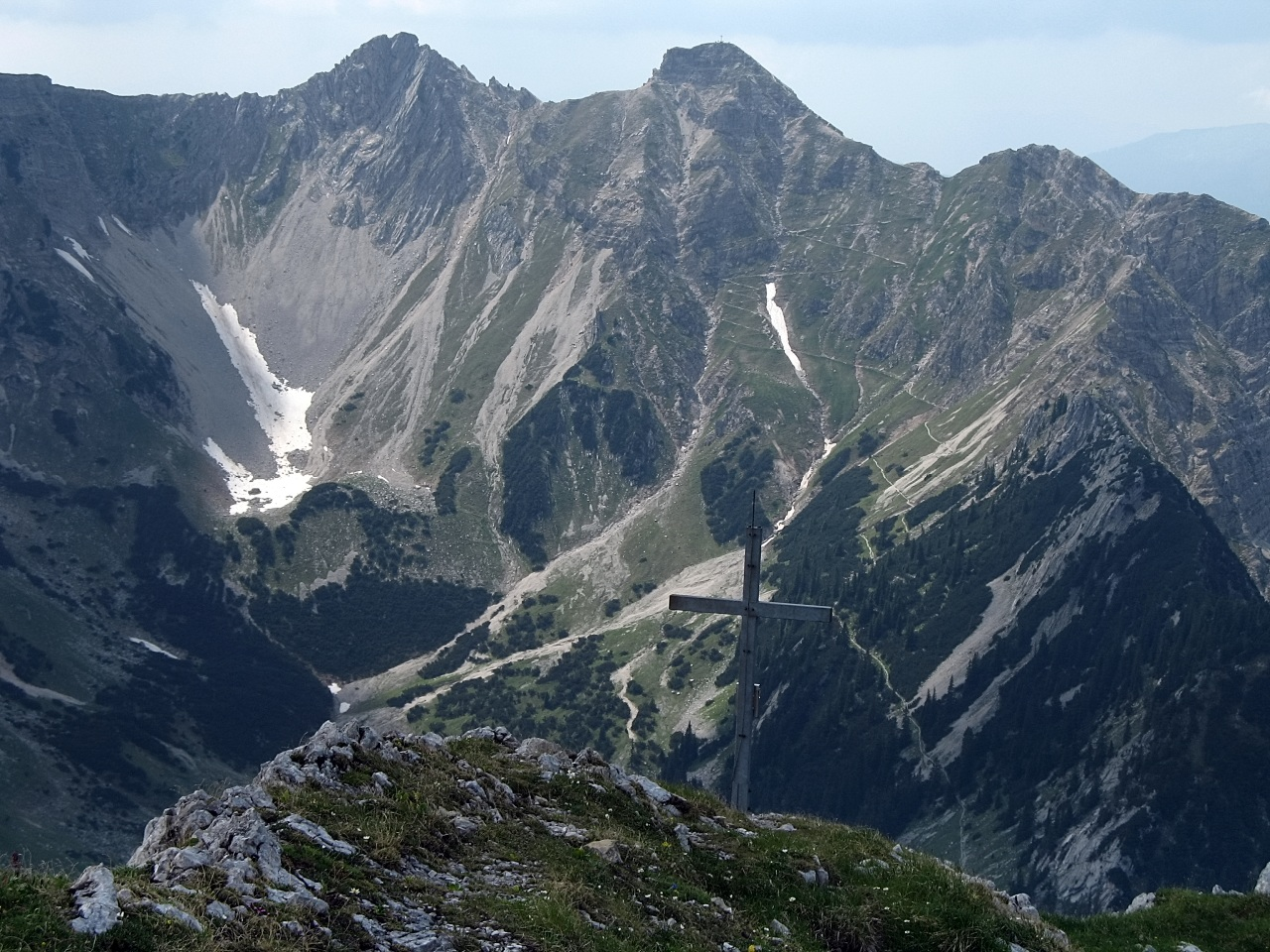

47°29′31″N 11°19′46″E / 47.49189°N 11.32945°E
費爾登克羅伊茨山（德語：Feldernkreuz），是德國的山峰，位於該國東南部，由巴伐利亞負責管轄，屬於卡爾文德爾山脈中索伊恩山脈的一部分，海拔高度2,048米，每年平均降雨量1,666毫米。